# یحیی حساس یگانه
یحیی حساس یگانه (۲۰ آبان ۱۳۲۹، زنجان - ۱۷ بهمن ۱۴۰۰ تهران)، استادتمام عضو هیئت علمی گروه حسابداری دانشکده مدیریت و حسابداری دانشگاه علامه طباطبایی، عضو هیئت علمی و مدیر «گروه آموزشی حسابداری» مؤسسه عالی بانکداری ایران (وابسته به بانک مرکزی جمهوری اسلامی ایران) (از ۱۳۸۹)، دکتری حسابداری، حسابدار رسمی، مشاور طرح جامع مالیاتی کشور، عضو مؤسس انجمن حسابداری مدیریت ایران، عضو مؤسس انجمن مهندسی مالی ایران، حسابدار رتبه یک مورد تأیید دیوان محاسبات کشور، و از دانشگاهیان سرشناس حسابداری و حسابرسی ایران در چند دهه گذشته است.

از او ده‌ها کتاب و مقاله در موضوعات متنوع حسابداری، حسابرسی و راهبری شرکتی بر جای مانده است. وی در یازدهمین و بیست و چهارمین دوره کتاب سال جمهوری اسلامی ایران (سال‌های ۱۳۷۲ و ۱۳۸۵) به ترتیب برای کتاب‌های اصول حسابداری و فلسفه حسابرسی دو بار برنده جایزه بخش تألیف شده‌است.

## نقش‌های برجسته
- مشاور طرح جامع مالیاتی کشور؛
- عضو مؤسس انجمن حسابداری مدیریت ایران؛[۱۱]
- عضو مؤسس انجمن مهندسی مالی ایران؛[۱۲]
- نایب رئیس شورای عالی انجمن حسابداران خبره ایران (دی ۱۳۸۴ تا دی ۱۳۸۷ - دی ۱۳۹۴ تا کنون)؛
- عضو هیئت هفت نفره تشخیص صلاحیت علمی و حرفه‌ای جامعه حسابداران رسمی ایران (اردیبهشت ۱۳۸۵ تا بهمن ۱۳۸۷)؛
- استادتمام عضو هیئت علمی «گروه حسابداری» دانشکده مدیریت و حسابداری دانشگاه علامه طباطبایی؛
- عضو هیئت علمی و مدیر «گروه آموزشی حسابداری» مؤسسه عالی بانکداری ایران (وابسته به بانک مرکزی جمهوری اسلامی ایران) (از ۱۳۸۹)؛
- حسابدار رتبه یک مورد تأیید دیوان محاسبات کشور؛
- نخستین سردبیر مجله دانشگاهی مطالعات حسابداری، دانشکده مدیریت و حسابداری دانشگاه علامه طباطبایی؛
- سردبیر مجله حرفه‌ای حسابدار رسمی، جامعه حسابداران رسمی ایران

## زندگی‌نامه
تحصیلات
در سال ۱۳۲۹ در زنجان متولد شد. پس از دریافت مدرک سیکل اول در تحصیلات متوسطه کار حرفه‌ای حسابداری را به عنوان کمک حسابدار در شرکت پارس لوکس (تولیدکننده اتوبوس و مینی‌بوس، جاده آبعلی) آغاز کرد. حین انجام کار، دیپلم دبیرستان را در رشته ریاضی دریافت کرد. سپس، حسابداری را در مقاطع کارشناسی و کارشناسی ارشد دردانشکده حسابداری و علوم مالی شرکت ملی نفت ایران در محضر مشاهیر حسابداری ایران، از جمله، حسن سجادی‌نژاد، عزیز نبوی، اسماعیل عرفانی، مصطفی علیمدد، علی ثقفی،... به پایان رساند. از آن جا که آن هنگام، هنوز در دانشگاه‌های ایران مقطع دکتری حسابداری راه‌اندازی نشده بود؛ اوایل دهه ۱۳۷۰، در آزمون دکتری طرح توکتن سازمان ملل متحد که دانشگاه علامه طباطبایی مجری آن بود شرکت کرد. در این طرح برای استادان ایرانی خارج از کشور تسهیلاتی فراهم می‌شد تا برای تدریس دوره‌های دکتری به ایران بیایند. در این آزمون از بین ۱۲۰ تن از دانش‌آموختگان کارشناسی ارشد حسابداری ۸ تن برای ادامه تحصیل در مقطع دکتری پذیرفته شدند؛ که وی جزو آنان بود. سرانجام، درخردادماه سال ۱۳۷۸ موفق به اخذ مدرک دکتری حسابداری شد.
کار حرفه‌ای
حساس یگانه در زندگی حرفه‌ای خود مشاغل گوناگونی در خدمات حسابداری، حسابرسی، مالیاتی، و طراحی سیستم داشته‌است؛ ولی فعالیت حرفه‌ای اصلی وی به عنوان حسابدار رسمی و از اعضای بنیان‌گذار جامعه حسابداران رسمی ایران بیش‌تر در زمینه حسابرسی مستقل است. او از اردیبهشت ۱۳۸۵ تا بهمن ۱۳۸۷ عضو هیئت هفت نفره تشخیص صلاحیت علمی و حرفه‌ای جامعه حسابداران رسمی ایران بود. وی هم‌چنین، یکی از اعضای باسابقه انجمن حسابداران خبره ایران و دارای عنوان حسابدار مستقل آن انجمن است. از ۱۳۸۴ تا ۱۳۹۱ نیز نایب رئیسی شورای عالی آن انجمن را بر عهده داشت. او هم‌اکنون حسابرس رتبه یک مورد تأیید دیوان محاسبات کشور است.
کار دانشگاهی
وی پس از دریافت مدرک کارشناسی ارشد حسابداری، در دانشگاه‌ها و مؤسسات آموزش عالی متعددی به تدریس دروس مختلف حسابداری و حسابرسی در مقاطع کاردانی تا دکتری پرداخته است؛ ولی بیش‌تر به عنوان استاد حسابرسی و حاکمیت شرکتی دانشکده مدیریت و حسابداری دانشگاه علامه طباطبایی (با رتبه علمی استادتمام) شناخته می‌شود. او هم‌چنین، عضو هیئت علمی مؤسسه عالی بانکداری ایران (وابسته به بانک مرکزی جمهوری اسلامی ایران) است و از سال ۱۳۸۹ به عنوان مدیر «گروه آموزشی حسابداری» این مؤسسه آموزش عالی خدمت می‌کند. وی در طول زندگی دانشگاهی خود، در مجموع، استاد راهنما و استاد مشاور بیش ازچهار صد و پنجاه پایان‌نامه کارشناسی ارشد و رساله دکتری بوده‌است. همچنین، به عنوان عضو مؤسس نقش تأثیرگذاری در تأسیس انجمن حسابداری مدیریت ایران و انجمن مهندسی مالی ایران داشته‌است.

## جوایز
- جایزه یازدهمین دوره کتاب سال جمهوری اسلامی برای تألیف کتاب اصول حسابداری، انتشارات دانشگاه پیام نور، ۱۳۷۲؛
- جایزه بیست و چهارمین دوره کتاب سال جمهوری اسلامی برای تألیف کتاب فلسفه حسابرسی، انتشارات علمی و فرهنگی، ۱۳۸۵؛
- رتبه دوم پژوهش ملی در زمینه توسعه مدیریت در جشنواره شهید رجایی، ۱۳۸۰؛
- پژوهشگر نمونه دانشگاه، ۱۳۸۰؛
- استاد نمونه منتخب اعضای هیئت علمی دانشکده مدیریت و حسابداری دانشگاه علامه طباطبایی، ۱۳۸۱؛ و
- نویسنده برگزیده بین هزار و یک عنوان کتاب چاپ شده دانشگاه پیام نور.[۲][۳][۴][۵]

## تالیفات
کتاب‌ها
- دو جلد اصول حسابداری، خودآمور دانشگاه پیام نور، برنده جایزه یازدهمین دوره کتاب سال جمهوری اسلامی، ۱۳۷۲؛
- اصول حسابداری (۲)، انتشارات شهید سعید محبی، ۱۳۷۶؛ و
- فلسفه حسابرسی، انتشارات علمی و فرهنگی، برنده جایزه بیست و چهارمین دوره کتاب سال جمهوری اسلامی، ۱۳۸۵.[۲][۳][۴][۵][۶][۷][۸]

مقاله‌ها
بیش از ۱۵۰ مقاله علمی-پژوهشی، علمی-ترویجی و مروری در موضوعات متنوع حسابداری و حسابرسی که در مجلات معتبر دانشگاهی و حرفه‌ای ایران منتشر شده‌اند.